# Billbergia tweedieana
Billbergia tweedieana är en gräsväxtart som beskrevs av John Gilbert Baker. Billbergia tweedieana ingår i släktet Billbergia och familjen Bromeliaceae.

## Underarter
Arten delas in i följande underarter:
- B. t. latisepala
- B. t. minor
- B. t. tweedieana